# Карабоидные
Карабоидные (Caraboidea Latreille, 1802) — надсемейство жуков из серии семейств Карабиформные (Carabomorpha).

## Классификация
2—3 семейства и около 30 000 видов. В некоторых системах надсемейство Карабоидные принимается в широком объеме с включением в него ещё и таких семейств как Dytiscidae, Gyrinidae, Haliplidae, Hygrobiidae, Noteridae, Ризодиды.
- Семейство: Трахипахиды (Trachypachidae Thomson, 1857) — В России — 1 в. Источник оценки: О. Л. Крыжановский [1995].
- Семейство: Жужелицы (Carabidae Latreille, 1802) — В фауне России 15 подсемейств, 40 триб, 192 рода и почти 2000 видов (5 % мировой фауны жужелиц, 1920 в. Источник оценки: К. В. Макаров [2002]). 
  - Жужелицы (род) (Carabus Linnaeus, 1758)
    - Жужелица Геблера (Carabus gebleri Johann Fischer von Waldheim, 1817)

  - Красотелы (Calosoma F.Weber, 1801)
    - Красотел пахучий (Calosoma sycophanta Linnaeus, 1758)
    - Красотел сетчатый (Calosoma reticulatum Fabricius, 1787)
- Семейство жуков-скакунов (Cicindelidae Latreille, 1802) — рассматривается в ранге подсемейства жужелиц.